# Campeonato Sergipano 2012
In 2012 werd het 89ste Campeonato Sergipano gespeeld voor voetbalclubs uit de Braziliaanse staat Sergipe. De competitie werd georganiseerd door de FSF en werd gespeeld van 28 januari tot 20 mei. Itabaiana werd kampioen.

## Eerste toernooi

### Eerste fase

#### Groep A
| Plaats | Club             | Wed. | W | G | V | Saldo | Ptn. |
| ------ | ---------------- | ---- | - | - | - | ----- | ---- |
| 1.     | Itabaiana        | 5    | 4 | 1 | 0 | 7:1   | 13   |
| 2.     | São Domingos (1) | 5    | 3 | 0 | 2 | 8:6   | 9    |
| 3.     | Lagarto          | 5    | 2 | 1 | 2 | 7:6   | 7    |
| 4.     | Guarany          | 5    | 1 | 1 | 3 | 3:5   | 4    |
| 5.     | Sergipe          | 5    | 0 | 1 | 4 | 3:9   | 1    |

 (1): São Domingos kreeg drie strafpunten voor het opstellen van een niet-speelgerechtigde speler. 
|  | Geplaatst voor tweede fase |

#### Groep B
| Plaats | Club          | Wed. | W | G | V | Saldo | Ptn. |
| ------ | ------------- | ---- | - | - | - | ----- | ---- |
| 1.     | Confiança     | 5    | 4 | 1 | 0 | 9:1   | 13   |
| 2.     | Socorrense    | 5    | 3 | 1 | 1 | 7:4   | 10   |
| 3.     | River Plate   | 5    | 3 | 1 | 1 | 6:4   | 10   |
| 4.     | Olímpico      | 5    | 1 | 1 | 3 | 3:8   | 4    |
| 5.     | Sete de Junho | 5    | 0 | 0 | 5 | 2:11  | 0    |

|  | Geplaatst voor tweede fase |

### Tweede fase
In geval van gelijkspel gaat de club met het beste resultaat in de competitie door.
|  | Halve finale | Halve finale | Halve finale |   |           | Finale | Finale | Finale |
|  |              |              |              |   |           |        |        |        |
|  | River Plate  | 0            | 0            |   |           |        |        |        |
|  | Itabaiana    | 0            | 1            |   |           |        |        |        |
|  | Itabaiana    | 0            | 1            |   | Itabaiana | 4      | 0      |        |
|  |              |              |              |   | Itabaiana | 4      | 0      |        |
|  |              | Socorrense   | 1            | 0 |           |        |        |        |
|  | Socorrense   | Socorrense   | 1            | 0 | 1         | 2      |        |        |
|  | Socorrense   |              |              |   | 1         | 2      |        |        |
|  | São Domingos | 2            | 1            |   |           |        |        |        |

## Tweede toernooi

### Eerste fase

#### Groep A
| Plaats | Club         | Wed. | W | G | V | Saldo | Ptn. |
| ------ | ------------ | ---- | - | - | - | ----- | ---- |
| 1.     | São Domingos | 8    | 5 | 2 | 1 | 17:5  | 17   |
| 2.     | Sergipe      | 8    | 5 | 1 | 2 | 10:9  | 16   |
| 3.     | Itabaiana    | 8    | 3 | 3 | 1 | 7:6   | 12   |
| 4.     | Lagarto      | 8    | 1 | 3 | 4 | 4:11  | 6    |
| 5.     | Guarany      | 8    | 0 | 3 | 5 | 6:13  | 3    |

|  | Geplaatst voor tweede fase |

#### Groep B
| Plaats | Club          | Wed. | W | G | V | Saldo | Ptn. |
| ------ | ------------- | ---- | - | - | - | ----- | ---- |
| 1.     | Confiança     | 8    | 4 | 4 | 0 | 10:3  | 16   |
| 2.     | River Plate   | 8    | 3 | 2 | 3 | 6:6   | 11   |
| 3.     | Socorrense    | 8    | 2 | 4 | 2 | 9:11  | 10   |
| 4.     | Sete de Junho | 8    | 2 | 2 | 4 | 3:10  | 8    |
| 5.     | Olímpico      | 8    | 1 | 4 | 3 | 5:5   | 7    |

|  | Geplaatst voor tweede fase |

### Tweede fase
In geval van gelijkspel worden strafschoppen genomen, tussen haakjes weergegeven. 
|  | Halve finale | Halve finale | Halve finale |       |              | Finale | Finale | Finale |
|  |              |              |              |       |              |        |        |        |
|  | São Domingos | 1            | 3            |       |              |        |        |        |
|  | River Plate  | 2            | 0            |       |              |        |        |        |
|  | River Plate  | 2            | 0            |       | São Domingos | 0      | 3 (1)  |        |
|  |              |              |              |       | São Domingos | 0      | 3 (1)  |        |
|  |              | Confiança    | 0            | 3 (3) |              |        |        |        |
|  | Confiança    | Confiança    | 0            | 3 (3) | 1            | 1      |        |        |
|  | Confiança    |              |              |       | 1            | 1      |        |        |
|  | Sergipe      | 0            | 0            |       |              |        |        |        |

## Finale
|             |                                    |       |                         |                                                  |
| 16 mei Heen | Itabaiana                          | 3 – 1 | Confiança               | Presidente Médici, Itabaiana Toeschouwers: 5.615 |
| 16 mei Heen | Alex Paulista 50', 73' Everton 80' |       | 43' Rafael Franciscatti | Presidente Médici, Itabaiana Toeschouwers: 5.615 |

|              |               |       |           |                                       |
| 20 mei Terug | Confiança     | 1 – 0 | Itabaiana | Batistão, Aracaju Toeschouwers: 8.917 |
| 20 mei Terug | Fernandes 24' |       |           | Batistão, Aracaju Toeschouwers: 8.917 |

### Kampioen
| Campeonato Sergipano de 2012   |
| Sergipe                        |
| ------------------------------ |
| ITABAIANA Kampioen (10° titel) |